# Wegkapelle am Mähder

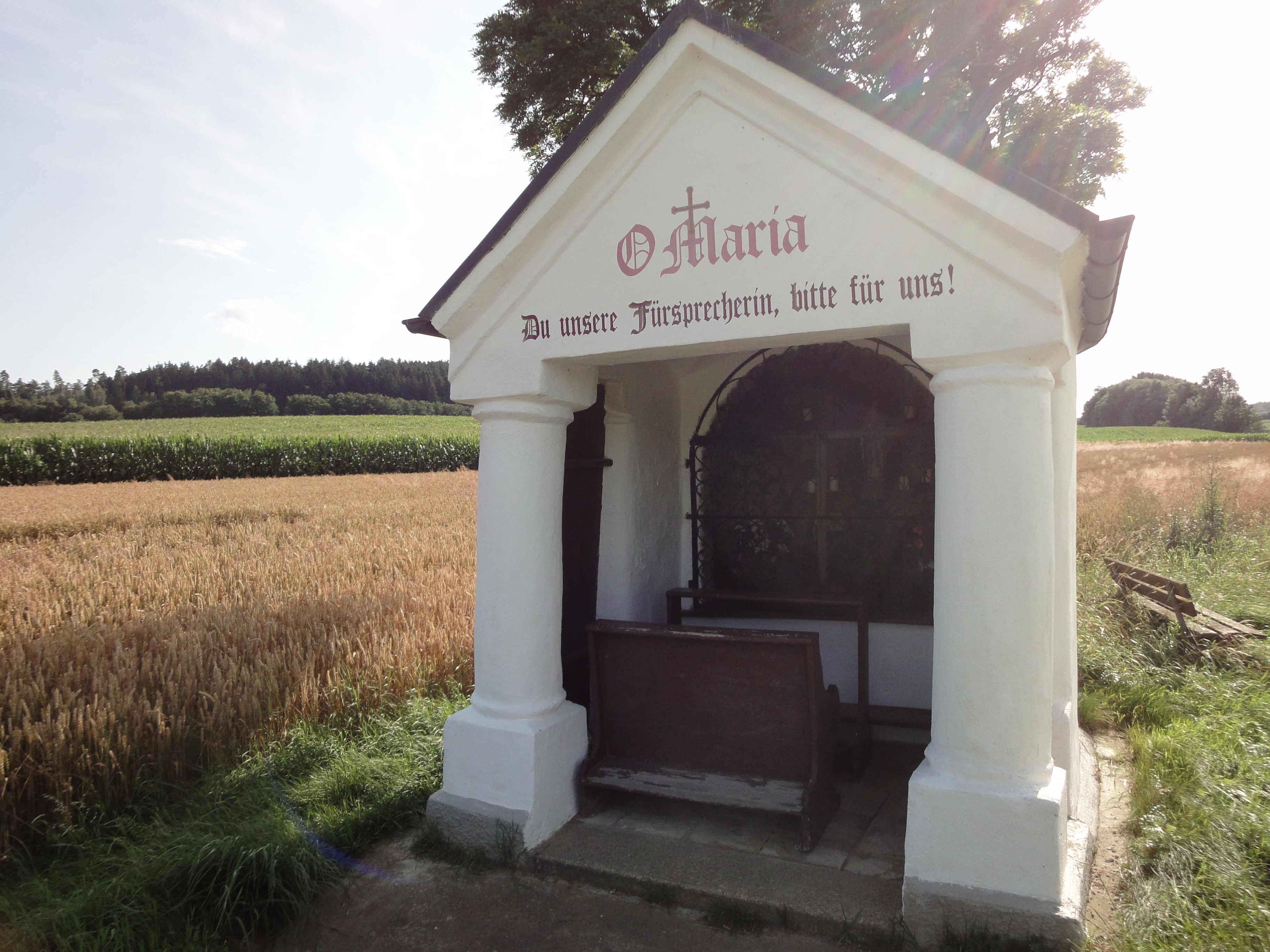
Die Wegkapelle am Mähder bei Edenbergen

Die Wegkapelle am Mähder bei Edenbergen im Landkreis Augsburg (Bayern) stammt vom Ende des 17. Jahrhunderts und steht unter Denkmalschutz.

## Lage
Die Kapelle liegt an einem Feldweg südlich der geschlossenen Bebauung Edenbergens und westlich von Gailenbach, einem Weiler, der zu Edenbergen gehört. Etwa einen halben Kilometer südlich der Kapelle verläuft hinter einem Hügel die Autobahn A 8 (München – Augsburg – Stuttgart). An der Rückseite der Kapelle (nach Westen) befinden sich eine Robinie und eine darunter errichtete Sitzbank.
Die Bezeichnung „Mähder“ bezieht sich auf den direkt neben der Kapelle gelegenen Acker: „Mähder“ war früher ein vor allem im Sinne der Heuernte üblicher alternativer Begriff für den Schnitter, einen Erntehelfer bei der Getreideernte, der das Korn in Handarbeit mit einer Sense mähte.

## Geschichte
An der Stelle der heutigen Kapelle befand sich zunächst ein Holzbau vom Ende des 17. Jahrhunderts, welcher der Legende nach von einem Dorfbewohner zum Dank für seine Rettung aus einer dort angelegten Wolfsgrube errichtet wurde. 1888 wurde die Kapelle im Auftrag von zwei Gailenbacher Bauern und mit finanzieller Unterstützung des auf dem Schloss Gailenbach lebenden Patriziergeschlechtes Stetten in einen Steinbau umgewandelt. Eine weitere Legende berichtet von einem jungen Mädchen, das 1919 in der Kapelle vor einem Gewitter Zuflucht fand und daraufhin gelobte, in das Kloster der Franziskanerinnen von Maria Stern in Augsburg einzutreten, was 1926 dann auch geschehen sei.

## Architektur
Die Kapelle besteht aus einem Satteldachbau mit umlaufendem Gesims und halbrundem Schluss nach Westen und einer von zwei Säulen gestützten Vorhalle nach Osten. Die seitlichen Öffnungen zwischen den Säulen und dem eigentlichen Kapellenbau sind mit Holztafeln verschlossen. An der Dachspitze nach Westen ist ein Holzkreuz angebracht. Am daruntergelegenen Giebel ist der Schriftzug „O Maria – Du unsere Fürsprecherin, bitte für uns!“ aufgemalt – die Kapelle ist der Heiligen Maria gewidmet. Dementsprechend befindet sich in der vergitterten Altarnische eine Marienstatue. Davor sind zwei in dunkelbrauner Farbe gestrichene Kniebänke aufgestellt.